# DJK Eintracht Coesfeld
Die DJK Eintracht Coesfeld ist ein deutscher Sportverein aus Coesfeld, der 1921 gegründet wurde. Mit über 5250 Mitgliedern und 20 Abteilungen ist die Eintracht heute einer der größten DJK-Vereine Deutschlands.

## Geschichte
Im Mai 1921 gründete sich in Coesfeld eine Deutsche Jugendkraft, die drei ersten Sportabteilungen waren Turnen, Fußball sowie Wandern. Die DJK Coesfeld entwickelte sich schon bald zum größten Sportverein der Stadt. Im Dezember 1924 lösten sich jedoch die Fußballer vom Verein und schlossen sich mit der Sportvereinigung Coesfeld zum neuen Verein Rasensport Coesfeld (Raspo) zusammen. Die Turner und Leichtathleten blieben der DJK treu und gaben ihr von nun an den Beinamen Eintracht. Nach dem Verbot der DJK-Vereine im Dritten Reich fand die Neugründung der Eintracht am 7. Juli 1951 statt. Der Verein Rasensport Coesfeld ging im Jahre 2006 in der SG Coesfeld 06 auf.
Der Verein bietet Badminton, Bogensport, Darts, Fußball, Handball, Ju-Jutsu, Kanu, Kegeln, Leichtathletik, Radsport, Schach, Segeln, Tennis, Triathlon, Volleyball, Walking und Yoshukai Karate an.

## Fußball

### Frauen
1969 gründete die DJK eine Frauenfußball-Abteilung. Die erste Mannschaft spielt ab 2007 in der Regionalliga West, der dritthöchsten Spielklasse im deutschen Frauenfußball. 2009 wurden die Fußballfrauen Westfalenpokalsieger, dies berechtigte zur Teilnahme am DFB-Pokalwettbewerb, wo sie aber in der Saison 2009/10 nach einer 3:5-Niederlage gegen den Zweitligisten SG Wattenscheid 09 in der ersten Runde ausschieden. Seit dem Abstieg aus der Regionalliga im Jahre 2012 stellt die DJK Eintracht keine Frauenmannschaft mehr.

### Männer
Die Herren-Mannschaft der DJK Eintracht Coesfeld spielte seit 2009 in der Landesliga Westfalen 4. Im Jahre 2014 wurde die Eintracht Vizemeister hinter Viktoria Heiden und traf in der Aufstiegsrelegation auf den SV Spexard. Das Relegationsspiel in Herringen wurde mit 2:1 gewonnen. Damit stieg DJK Eintracht Coesfeld in die Westfalenliga auf, musste aber nach nur einem Jahr wieder absteigen. 2018 ging es für die Eintracht runter in die Bezirksliga. Ein Jahr später wurden die Coesfelder zwar Meister der Bezirksliga, verzichteten aber aus finanziellen Gründen auf den Aufstieg. Stattdessen zog die Eintracht die Mannschaft in die Kreisliga A zurück, schaffte aber den sofortigen Wiederaufstieg. Im Jahre 2024 stiegen die Coesfelder in die Landesliga auf, mussten aber ein Jahr später wieder absteigen.

## Leichtathletik
Die DJK Eintracht Coesfeld ist Mitglied der LG Coesfeld.

## Persönlichkeiten
- Anna Aehling
- Anja Berger
- Ina Lehmann (geb. Mester)
- Mathias Mester
- Michael Oenning
- Magdalena Richter
- Uwe Tschiskale